# Chełmek (gmina)
Chełmek est une gmina mixte du powiat de Oświęcim, Petite-Pologne, dans le sud de Pologne. Son siège est la ville de Chełmek, qui se situe environ 8 km au nord d'Oświęcim et 50 km à l'ouest de la capitale régionale Cracovie.
La gmina couvre une superficie de 27,24 km2 pour une population de 12 827 habitants.

## Géographie
Outre la ville de Chełmek, la gmina inclut les villages de Bobrek et Gorzów.
La gmina borde les villes de Bieruń, Imielin, Jaworzno et Oświęcim, et les gminy de Chełm Śląski, Libiąż et Oświęcim.